# Петкау, Дэвид
Дэвид Петкау (англ. David Paetkau; род. 10 ноября 1978, Ванкувер) — канадский актёр.

## Биография
Дэвид Петкау родился 10 ноября 1978 году в Канаде. Дебютировал в 1997 году в сериале «Звездные врата». В 2007 году был номинирован на «Leo Awards» за роль в сериале «Уистлер». В 2011 году вышел фильм с его участием «Вышибала». В 2013 году исполнил эпизодическую роль в фильме «Человек из стали». В 2016 году Петкау вернулся в сиквел «Вышибала: Эпический замес». Актерскую деятельность продолжает и в 2024 году, активно снимаясь в сериалах и полнометражных фильмах.

## Фильмография

### Фильмы
- Вышибала: Эпический замес (2016) … Айра Глатт
- Человек из стали (2013)Man of Steel … Threat Analyst
- Вышибала (2011)Goon … Айра Глатт
- For Heaven’s Sake (2008) … молодой Дэвид
- Чужие против Хищника: Реквием (2007)Aliens vs Predator — Requiem … Дэйл
- Я всегда буду знать, что вы сделали прошлым летом (видео) (2006)I’ll Always Know What You Did Last Summer … Колби Паттерсон
- День благодарения (ТВ) (2003)Thanksgiving Family Reunion … Jimmy Hodges
- Пункт назначения 2 (2002)Final Destination 2 … Эван Льюис
- Пиф-паф, ты — мёртв (ТВ) (2002)Bang Bang You’re Dead … Брэд Линч
- Удар по воротам 2: Разбивая лед (видео) (2002)Slap Shot 2: Breaking the Ice … Горди Миллер
- Candy from Strangers (2001) Дэвид; короткометражка
- Снежный день (2000)Snow Day … Chuck Wheeler
- Совершенные ангелочки (ТВ) (1998)Perfect Little Angels … Джефф
- Непристойное поведение (1998)Disturbing Behavior … Том Кокс

### Сериалы
- The Marilyn Denis Show (сериал) (2011 — …)играет самого себя
- Горячая точка (сериал) (2008 - 2012)Flashpoint … Сэм Брэддок
- Уистлер (сериал) (2006—2007)Whistler … Beck McKaye
- Правосудие (сериал) (2006)
- Правосудие Декстера (сериал) (2006 — …)Dexter … Оуэн
- Эврика (сериал) (2006 — …)Eureka … Callister Raynes
- Сверхъестественное (2005 — …)Supernatural … Марк Кэмпбелл
- Похищенный (мини-сериал) (2002)Taken … Базз
- C.S.I.: Место преступления Майами (сериал) (2002 — …)CSI: Miami … Джефф МакГилл
- Тайны Смолвиля (сериал) (2001—2011)Smallville … Officer Danny Turpin
- Чудеса.com (сериал) (1999—2001)So Weird … Брент
- Спецгруппа (сериал) (1998—2005)Cold Squad … Бэрри
- Ворон (сериал) (1998)The Crow: Stairway to Heaven … Кайл Барбер
- Первая волна (сериал) (1998—2001)First Wave … Элайя
- Звездные врата: ЗВ-1 (сериал) (1997—2007)Stargate SG-1 … Lyle Pender